# Botteghe (Albinea)
Botteghe (Al Butèighi in dialetto reggiano) è una frazione del comune di Albinea, in provincia di Reggio Emilia. Posta ad est del capoluogo, da cui dista 1 km, si trova sulla riva destra del torrente Crostolo ed ai piedi delle prime colline preappenniniche. Conosciuta anche come Il Cantone, fino agli anni 40 del 900 non era altro che un quadrivio tra la pedemontana e l'antica strada che conduce alla Pieve di Albinea. Comprende anche le sottofrazioni di: Casone, Fondo Oca, Pareto di Sopra e Pareto di Sotto.

## Storia
Nel 1945 fu scenario dell'Operazione Tombola.

## Monumenti e luoghi d'interesse

### Architetture religiose
Botteghe ospita nel suo territorio uno dei monumenti più importanti del patrimonio artistico albinetano e provinciale, la Pieve di Albinea. Edificata in epoca preromanica, viene citata nel famoso proclama di Ottone II, nel quale per altro viene menzionato per la prima volta nella storia il nome di Albinea, venne dedicata in un primo momento a San Prospero, per poi assumere la denominazione definitiva della Beata Vergine. Attorno al 1517 venne commissionato al giovane Antonio Allegri un dipinto per la pieve, passato poi alla storia col nome di Madonna di Albinea, poi donata al nuovo imperatore Leopoldo I dal duca Alfonso IV d'Este nel 1657 e poi misteriosamente scomparsa. La chiesa venne restaurata ampiamente nel 1671. La alta e snella torre campanaria venne ricostruita dopo un terremoto nel 1832 che la fece rovinare al suolo. Dal piazzale antistante si può ammirare un vasto panorama che abbraccia tutta la Pianura Padana fino alle Prealpi Lombarde e Venete.